# 鄭銘 (嘉靖進士)
鄭銘（1511年—？），字警吾，號沙汀，福建福州府閩縣人，民籍，明朝政治人物。

## 生平
嘉靖十九年（1540年）庚子科福建鄉試第六十七名舉人。嘉靖二十六年（1547年）中式丁未科會試第八十八名，登第三甲第一百二十名進士。吏部觀政，授太平知县，升户部主事，歷郎中，出为温州府知府。

## 家族
曾祖鄭普；祖父鄭壽；父鄭德全。嫡母林氏；继母楊氏；生母林氏。